# Edward Kasner
Edward Kasner (New York, 2 aprile 1878 – New York, 7 gennaio 1955) è stato un matematico statunitense, meglio noto oggi per avere reso popolare il termine googol.

## Biografia
Kasner studiò alla Columbia University ed ebbe come docente Cassius Jackson Keyser. Conseguì il Ph.D. nel 1899, con una tesi dal titolo  La teoria invariante del gruppo di inversione. Iniziò la sua carriera accademica come Tutor on Mathematics presso il Dipartimento di Matematica della Columbia University e per questo fu il primo ebreo a ricoprire un ruolo in una facoltà scientifica presso tale università. Successivamente divenne Professore Aggiunto nel 1906 e Professore Ordinario nel 1910. Il suo principale campo di studi fu la Geometria Differenziale. Oltre ad essere conosciuto per aver ideato il termine "googol", è conosciuto anche per la Metrica di Kasner ed il Poligono di Kasner.
Intorno al 1920, per stimolare l'interesse dei bambini, Kasner cercò un nome "che suonasse bene" per un numero molto grande: 1 seguito da 100 zeri. Durante una passeggiata nelle New Jersey's Palisades, con i suoi nipoti, Milton (1911-1981) ed Edwin Sirotta, Kasner chiese loro delle idee. Milton, che aveva nove anni, suggerì "googol". Molti anni dopo, un'alterazione di questo termine avrebbe dato origine al nome Google, con cui è chiamato un motore di ricerca sulla rete Internet.
Kasner coniò anche il nome "googolplex" per il numero scritto come 1 seguito da un googol di zeri; gli uffici di Google sono chiamati Googleplex per questo motivo. Nel 1940, insieme a James Roy Newman, Kasner scrisse un libro divulgativo che presentava l'intero campo della matematica, intitolato Mathematics and the Imagination (tradotto in italiano nel 1948 con titolo Matematica e immaginazione), che rese nota al grande pubblico la parola "googol"; Kasner però l'aveva già introdotta in alcuni articoli tecnici sin dal 1937.